# Leucastea antica
Leucastea antica es una especie de coleóptero de la familia Megalopodidae.

## Distribución geográfica
Habita en  Natal en (Sudáfrica).